# Puffer (Heiztechnik)
Unter einem Puffer versteht man in einer Heizungsanlage einen Wärmespeicher, der mit Wasser befüllt ist. Er dient dazu, Differenzen zwischen der erzeugten und der verbrauchten Wärmeleistung auszugleichen, um die Wärmeerzeugung zeitlich vom Verbrauch entkoppeln zu können. Dies verbessert Betriebsverhalten, Wirkungsgrad und Haltbarkeit vieler Wärmeerzeuger.
Nachteilig ist der kontinuierliche Wärmeverlust, der sich durch die Temperaturdifferenz zwischen Speicherinhalt und Umgebung ergibt. Der Verlust lässt sich durch Wärmedämmung (unter Vermeidung von Wärmebrücken) verringern.
Ein Spezialfall des Wärmepuffers ist der sogenannte Boiler, bei dem die Wärmeerzeugung direkt integriert ist. Häufigste Formen sind Elektroboiler oder Gasboiler.
Das Gegenkonzept zur Heizung mit Wärmepuffer ist ein Durchlauferhitzer. Bei diesem wird die Wärme „just in time“, das heißt gleichzeitig mit dem Verbrauch produziert. Diese Betriebsweise ist nur ökonomisch möglich, wenn die Wärmequelle sehr schnell schalt- und regelbar ist und auch in Teillast einen genügend guten Wirkungsgrad aufweist (z. B. Elektroheizung oder Gasbrenner).

## Anwendung

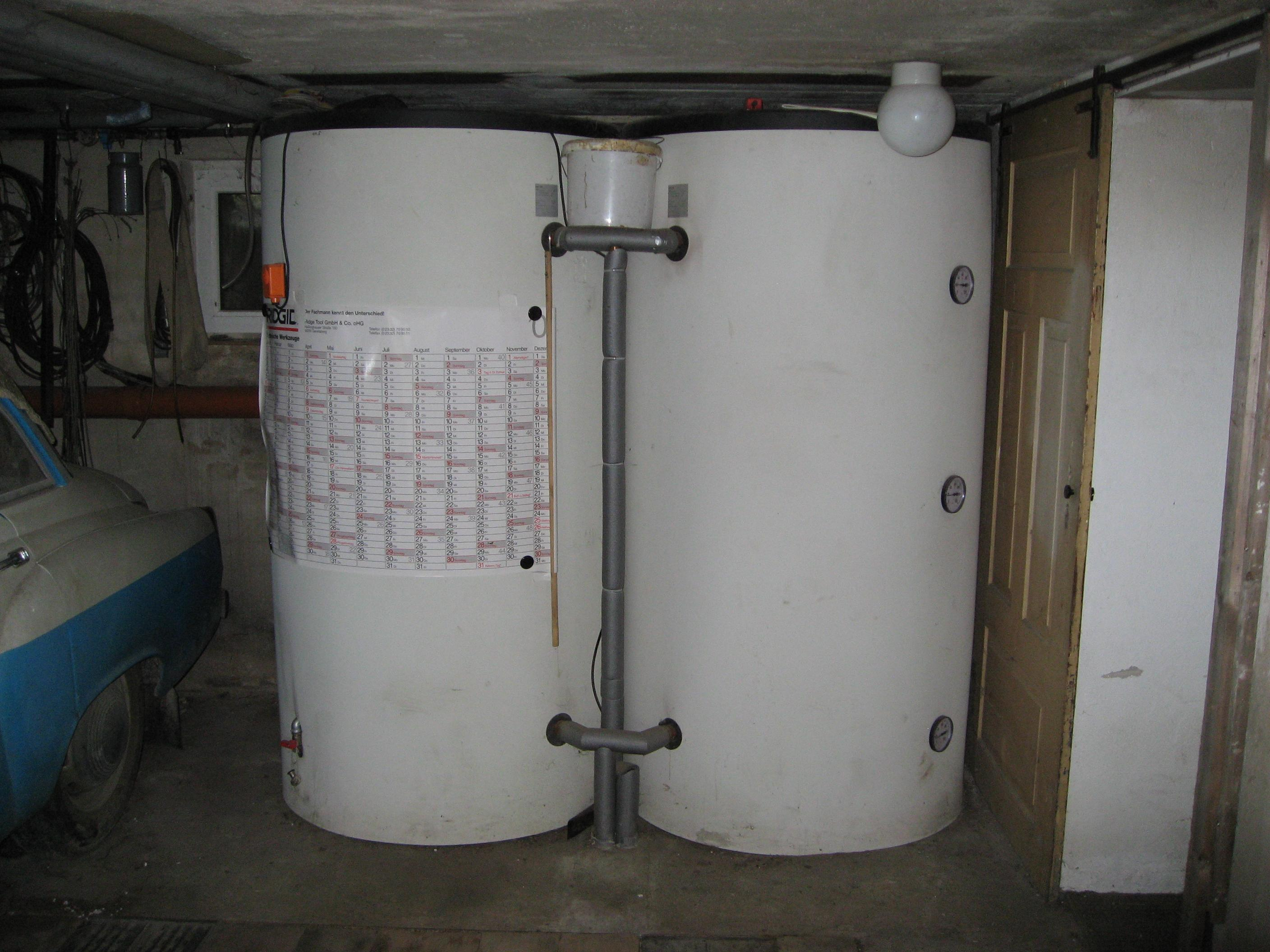
Puffer für Zentralheizung 2 m³

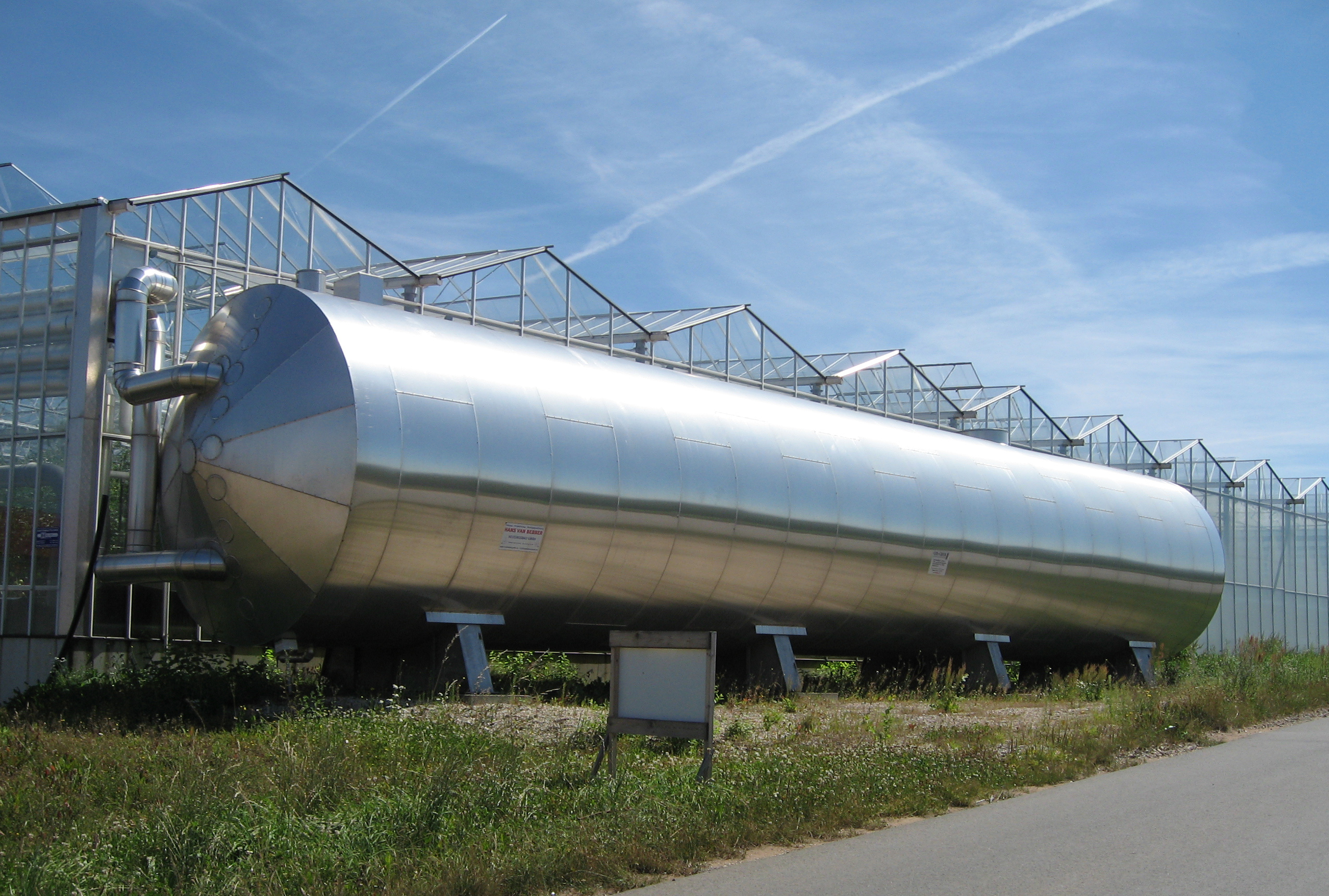
Puffer für Gewächshaus 150 m³

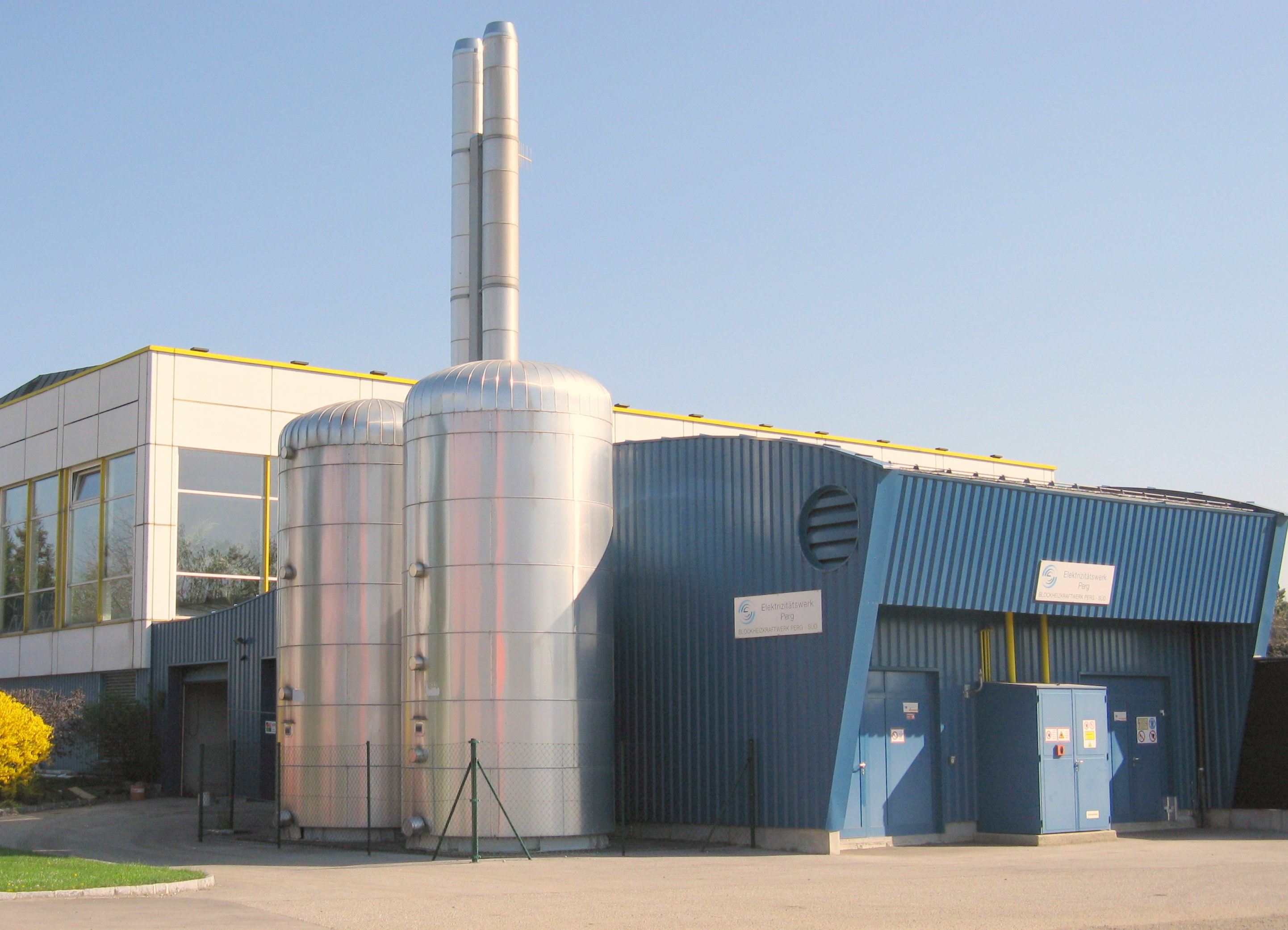
2 Puffer eines Blockheizkraftwerkes zur Versorgung einer Schule

### Zentralheizungen, insbesondere mit Festbrennstoff
Anwendung findet der Puffer häufig in Zentralheizungen mit Festbrennstoff-Feuerung, die ihren optimalen Wirkungsgrad unter Volllast bringen und deren Heizleistung sich schlecht steuern lässt. Bei häufigem An- und Abschalten ist mit Effizienzeinbußen und einer Verringerung der Lebensdauer durch Kondensatbildung zu rechnen.
Scheitholzfeuerungen etwa heizen gleichzeitig zum einen den Heizkreis, als auch den Puffer auf. Ist das gesamte Holz im Kessel verbrannt, wird die Heizungsanlage aus dem Puffer gespeist. Auch Pelletheizungen zeigen den besten Wirkungsgrad unter Volllast. Da ihre Leistungsdimensionierung aber so ausgelegt ist, dass auch bei sehr niedrigen Außentemperaturen und hohem Warmwasserbedarf ausreichend Energie bereitgestellt wird, ist der tatsächliche Leistungsbedarf zu fast allen Zeiten im Jahr deutlich geringer als die Auslegungsleistung. Es ist deshalb gerade in den Übergangszeiten (Herbst, Frühling) ein Intervallbetrieb notwendig: Der Puffer speichert dann die Energie während der Betriebsphase der Heizung ein und gibt sie anschließend bedarfsgerecht ab. Die sich in der Übergangszeit bei geringerem Wärmebedarf zwangsläufig einstellende Taktung der Heizkreispumpe (Einschaltzeit/Ausschaltzeit) würde ohne die Nutzung eines Pufferspeichers dazu führen, dass die Feuerungsregelung des Holzofens einen sauberen und insbesondere effizienten Abbrand des Brennstoffes verhindert. Der Einsatz eines Pufferspeichers führt also dazu, dass der Festbrennstoffofen/Holzofen immer unter idealen Bedingungen und Betriebstemperatur arbeitet. Überschusswärme wird in den Speicher eingeleitet und von dort bei Bedarf über die Heizkreispumpe abgerufen.
Für einen Pufferspeicherbetrieb werden zwei Wasserkreisläufe benötigt. Man spricht auch von Zirkulationen. Kreislauf eins verbindet den Festbrennstoffkessel oder Holzofen mit Wasserregister über eine Ladepumpe mit dem Pufferspeicher. Eine sogenannte Temperatur-Differenzregelung steuert die Ladepumpe. Diese Regelung vergleicht einmal die Temperatur im Festbrennstoffkessel und die Temperatur des Pufferspeichers. Wenn die Temperatur des Festbrennstoffkessels um einen in der Regel einstellbaren Wert von 2 bis 20 Grad höher liegt, schaltet die Regelung die Ladepumpe ein und der Speicher erwärmt sich.
Von der zweiten Heizkreispumpe wird die benötigte Wärme in den Heizkörperkreislauf gepumpt, in der Regel gesteuert über einen Raumtemperaturregler mit Thermostat.
Ein dritter Kreislauf ist nötig, wenn zusätzlich ein separater Warmwasserspeicher vorhanden ist. Dieser wird über ein Regelthermostat und eine separate Ladepumpe bei Bedarf mit Warmwasser gespeist. Bei der elektrischen Regelung kommt dabei eine sogenannte Vorrangschaltung zum Einsatz. Für die Dauer des Ladevorganges, also während des Betriebes der Ladepumpe für das Warmwasser, wird dabei die Heizkreispumpe abgeschaltet. So wird auch dann ausreichend warmes Wasser erzeugt, wenn bei kalten Außentemperaturen zugleich eine hohe Heizleistung erforderlich ist.
In der Regel ergibt sich in Zentralheizungsanlagen, die mit festem Brennstoff betrieben werden, mit einem Pufferspeichervolumen von 60–70 Litern pro installiertem Kilowatt Heizleistung ein sinnvoller Kompromiss zwischen Speichervorrat und Wärmeverlusten.
Für Einfamilienhäuser üblicher Größe sind (gut isolierte) Pufferspeicher mit 800–2000 l ausreichend. Um den Platz im Haus für den Speicher zu sparen, kann er auch als Erdpufferspeicher verbaut sein.

### Gewächshäuser
Gewächshäuser verfügen oft über verhältnismäßig große Wärmespeicher zwischen 100 und 150 m³. Dabei wird tagsüber, wenn die Sonne das Gewächshaus aufheizt der Speicher erhitzt, der dann nachts die Wärme im Inneren des Gewächshauses abgibt. So kann tagsüber das CO2 der Verbrennung für das Wachstum der Pflanzen genutzt werden. Die benötigte Kesselleistung wird durch den Puffer verringert, da bei extremen Wetterlagen (kalte Winternächte) Puffer und Heizkessel Wärme zur Verfügung stellen.
Diese Stahlbehälter sind meist als Schichtspeichersysteme ausgelegt. Das bedeutet, kaltes Wasser wird am Grund des Puffers angesaugt und das erwärmte Wasser dann im oberen Bereich eingeleitet. Damit sich die Wasserschichten nicht vermischen ist der Vor- und Rücklauf als Rohr mit vielen kleinen Bohrungen über die gesamte Länge des Behälters ausgeführt.

### Wärmepumpen
Für Wärmepumpenheizungen ist ein Pufferspeicher nicht immer erforderlich, er erfüllt jedoch oftmals wichtige Aufgaben (Erhöhung der Laufzeit und Verringerung der Schalthäufigkeit, Pufferung von Wärmeenergie für die Abtauung bei Luft-Wärmepumpen, hydraulische Entkopplung von Wärmeerzeuger und Heizkreis u. a.). Insbesondere spielen Pufferspeicher eine Rolle bei der Frage nach dem Lastausgleichspotenzial von Wärmepumpen im Stromnetz im Kontext der Energiewende.

### Solaranlagen
Üblich ist ein Puffer für die ganztägige Nutzung solarer Energie. Dabei wird mittels entsprechender Kollektoren die Wärme der Sonnenstrahlung tagsüber absorbiert und zwischengespeichert, um rund um die Uhr für die Gebäudeheizung zur Verfügung zu stehen.
Bei Niedrigenergiehäusern sollen großzügig dimensionierte Pufferspeicher die gewonnene Energie auch über mehrere Tage speichern können, um in der Übergangszeit Schlechtwetterperioden überbrücken zu können, ohne auf fossile Energiequellen zurückgreifen zu müssen.
Wenn der Solarkreislauf bei bedecktem Himmel nur ein niedriges Temperaturniveau erreicht, so ist es bei einem Schichtladespeicher möglich, auch dann die nur gering erwärmte Flüssigkeit einzuspeichern, wenn sich im oberen Bereich des Speichers noch wärmere Flüssigkeit befindet.
Saisonalspeicher verfügen über ein so großes Speichervolumen, dass die im Sommer gespeicherte Wärmeenergie auch noch im Winter zur Verfügung steht.

### Trinkwassererwärmung
Pufferspeicher mit integrierter Trinkwassererwärmung werden auch Kombispeicher genannt (Tank-im-Tank-Lösung). Erfolgt die Trinkwassererwärmung im Durchflussprinzip, spricht man auch von einer Frischwasserstation.